# Dolní Domaslavice
Dolní Domaslavice là một làng thuộc huyện Frýdek-Místek, vùng Moravskoslezský, Cộng hòa Séc.